# زمین‌لرزه ۲۰۱۹ آمبون
زمین‌لرزه ۲۰۱۹ آمبون (انگلیسی: 2019 Ambon earthquake) در تاریخ ۲۶ سپتامبر، ساعت ۰۷:۴۶:۴۴ به وقت اندونزی شرقی، در نزدیکی آمبون پایتخت استان ملوک، اندونزی رخ داد. این زمین لرزه تقریباً به بزرگای گشتاوری ۶٫۵ بود و باعث کشته شدن دست‌کم ۳۰ نفر و زخمی شدن صدها نفر شد.

## تلفات و خسارات
تا شامگاه ۲۷ سپتامبر، آمار ۲۳ کشته تأیید شد، که دلیل اصلی آن سقوط آوار ساختمانهای آسیب دیده بود. بنا بر گزارش‌ها، بیش از صد نفر زخمی شدند. بیشترین تلفات در مرکز ملوک گزارش شده که ۱۴ کشته بوده‌است.
بر اثر زمین‌لرزه ۲۲۴ خانه آسیب دیده‌است، همچنین آژانس کاهش محلی فاجعه آمبون از پناه دادن ۲۵٬۰۰۰ نفر در پناهگاه‌های موقت در پی وقوع زمین‌لرزه خبر داد.
در ۲۹ سپتامبر، هفت کشته و مصدوم دیگر پیدا شدند، در ۳۰ سپتامبر ۴ کشته دیگر اعلام شد و به این ترتیب آمار کشته‌ها را به ۳۰ نفر رسید.

## واکنش‌ها
- رئیس‌جمهور اندونزی، جوکو ویدودو، تسلیت خود را برای زلزله زدگان ابراز کرد و اظهار داشت که هزینه‌های پزشکی قربانیان آسیب دیده را تحت پوشش دولت قرار می‌دهند.[۷]